# Márki József
Márki József, születési nevén Márkli József (Kecskemét, 1815. március 3. – Budapest, 1888. július 4.) bölcseleti és jogi doktor, egyetemi könyvtárőr, tanár, bibliográfus, pedagógiai író.

## Élete
Márki János lakatosmester és Fekete Terézia fia. Apját korán elvesztette, ezért már tízéves korában saját magát kellett ellátnia. Kisebb gyermekek tanításával és nevelésével foglalkozván egész diákkorán keresztül és még később is. Kecskeméten végezte a gimnázium hat osztályát, majd a bölcseleti és jogi tanfolyamot a Pesti Egyetemen 1838-ban befejezte és nyomban letette a bölcseleti és 1842-ben a jogi doktorátust (a költséget az elsőnél tanára Horvát István, a másiknál a jogi kartól nyert ösztöndíjjal fedezte). 1843-ban köz- és váltóügyvédi oklevelet nyert; az ügyvédkedés azonban nem gyakorolt reá vonzerőt, ezért, amikor 1843-ban az ország öt különböző helyén katolikus képzőket állítottak fel, a pesti képzőintézethez ment tanárnak és 1844. október 1-től ez intézetben működött egészen addig, amíg a Bach-korszak alatt 1856-ban hazafias viselkedése (nem akart német nyelven tanítani) és általában az intézet germanizálása ellen való állásfoglalása miatt elbocsátották. Márkli családi nevét 1848-ban változtatta Márkira (1844-ben még eredeti nevén kötött házasságot Csuka Johannával). 1858-tól az egyetemi könyvtár első tisztje, 1871. április 11-től másodőre volt. Népnevelési érdemeit tiszteletbeli tagsággal a következő tanítóegyletek jutalmazták meg: az alföldi (csongrádmegyei), aradvidéki, fehérmegyei, kalocsa-vidéki, nagykároly-vidéki, pesti és a székesfehérvári. 1887. május 1-jén nyugalomba vonult és 1888. július 4-én meghalt Budapesten a Tisztviselő-telepen levő házában. 1890-ben a tanítók a kerepesi temetőbe közadakozásból síremléket állítottak neki.
Szórejtvényeket közölt a Regélőben (1835), költeményeket a Hölgyfutárban (1850), a Családi Lapokban (1852. II. Külföldi madarak, 1853. Hazai mérges növények, 1855. költ. A fecske mint éji vendég, családi életkép); nevezetesebb czikkei a Pesti Naplóban (1851. 428., 429. sz. Néhány szó a kir. képezdék ügyében, különös tekintettel a pesti képezdére, 1855. könyvism., 1864. 3. sz. A Népnevelők Lapja ügyében); a Magyar Sajtóban (1856. 146. szám, A tanítóképző intézetekről Bajorországban 190. sz. Tanoda-ügy); a Tanodai Lapokban (1856. Iskolai nevelő tulajdonai, Utmutatás az elemi tanítói tökély minél magasb fokának elérésére, 1857. Mit lehet mondani s kérdezni valamely tárgyról); a budapesti II. kerületi reáliskola Programmjában (1857. Szóelemzés vagy szavaink egymásközti rokonsága, 1858. Dicsköltemény Albrecht főherczeg s neje Hildegard ő fenségeik tiszteletére, midőn a budai II. ker. reáltanodát meglátogatták); a Vasárnapi Ujságban (1859. A házi nevelés katekizmusa); a Sürgönyben (1864. 233. Virgil Aeneisze magyarul, 234. Könyvtár, könyvtári czímmutató és közművelődés, 260. Horátz levelei magyarul, 262. Pirókhoz 1-72 v., 263., 266-267. sz. Összehasonlítás ugyanily tárgyú magyar fordításokkal); az István bácsi Naptárában (1868. Németh Endre életrajza); a Reformban (1873. 276. könyvism.); a Honban (1874. 49. sz. könyvtár és könyvtárnok); Népnevelők Lapjában (1877. Egyleti mozgalmak a népnevelés terén, az 1777. neveléstanügyi rendszer Magyarországon s a kapcsolt részekben, 1878. Fölvilágosodás és erkölcs, Hibás magyarságok, 1879. A népnevelő egyleti és irodalmi működéséről, tekintettel a székesfehérvári kiállításra, Ábéczetan kapcsolatban az élettel, 1887. Hibás magyarságok); a Magyarország és Nagyvilágban (1866. Műfordítás és műfordítmány, 1875. 49. sz. Szabó István életr. arczk.); a Független Polgárban (1874-76); Paedagogiai Szemlében (1880. Emberhez egyedül méltó párbaj, Előítélet, érzékenykedés, tehetetlenség és párbaj, A magyar nyelvészet népiskoláinkban, 1881. A magyar nemzetiség népiskoláinkban, Államhatalom s a népnevelő egyletek szövetsége, A magyar faj kürtölt szaporátlansága, 1883. Vessző és akasztófa, Zsidó vagy nem zsidó: becsüljük meg egymást, 1884. Nyelvőri handabandák és vonal alatti jegyzetek, 1885. A család, mint növelde), a Közoktatásban (1884. Böngészetek a Nyelvőrból, Hibás magyarságok, Költői műalakok különösen a hatméretű, Birálat mely önmagával veszekedik, 1885. A magyar hatméretű vers, 1886. Hibás magyarságok).
Szerkesztette a Népnevelők Lapját (kezdetben Néptanítók Közlönye címmel) 1862-63. és 1867-71-ben (nagyrészt maga írta; az előfizetők száma 500-ra emelkedett; a szerkesztést közbejött betegsége miatt hagyta abba, amikor a lapot a Népnevelők pesti egyletének engedte át); a Kis tükör című képes gyermek hetilapot 1871-72-ben, alapította és egy évi folyamát nagy részben ő írta; az Arany kürt című közművelődési képes hetilapot 1873-ban (csak 4 száma jelent meg).
Álneve: Lakatos Imre (a Kis Tükörben).

## Munkái
- Assertiones e scientiis juridicis ac politicis, quas in reg. scientiarum universitate Pestiensi pro consequendo juris u. doctoratus gradu publice propugandas suscepit 1842. Pestini
- Neveléstan, mely Szilassy János hasonló nevű munkájából szerkesztetett Márkli József által. Uo. 1844 (tanítóképzőkben és magántanintézetekben tankönyvül használták)
- Módszertan, vagyis útmutatás, miként kelljen a nyilvános elemi tanításban czélszerűen eljárni. (Nagyobbrészt a "bécsi „Methodenbuch" szerént kidolgozva). Uo. 1844 (a bécsi Methodenbuch után)
- Számvetés elemi tanítók használatára. Uo. 1845
- Jobbágy-törvény a mesterképző intézetek számára. Buda, 1845 (névtelenül)
- Betű- és kis olvasó-könyv. Pest, 1847 (eddigi munkáit is Márkli névvel írta)
- Embertan. Ifjak használatára vezérfényül, ön s mások nevelésében. Ugyanott, 1851
- Terményleírás, vagyis a legnevezetesebb állatok, növények és ásványok rövid jellemző és világos leirása. Uo. 1852
- Olvasástan. Uo. 1852
- Népiskolák-könyve. Uo. 1853. Öt rész (Zimmermann Jakabbal együtt. 5. kiadás. Uo. 1873)
- Szívképző költemények. 5 könyvben. Uo. 1853-55
- Üdvözletek, vagy 130 eredeti szózat s levél, új év, születés- és névnap s tanodai ünnepélyekre, vers- és folyóbeszédben. Uo. 1859 (3. kiadás, német és francziával bővítve. Uo. 1867)
- A magyar költészet rövid ismertetése. Uo. 1861 (425 költő és műveik rövid ismertetése) Online
- Észjog elemei. Virozsil Antal latin munkája után. I. rész. Uo. 1861
- Népnevelői állás. Köznevelői értekezés. Uo. 1865
- Czimmutató a m. kir. egyetem s Pest város könyvtárainak magyar, német, latin és franczia nyelven irott jogi s államtani összes műveihez, Buda, 1865-69
- Virgil Éneisze. Hősköltemény XII. énekben; szó- és tárgyértelmezéssel s a tulajdonnevek betürendes magyarázatával ellátva. Bpest, 1873 (I. ének 1-345 vers és I., II. Ének. 1886. Uo. Ism. Irodalmi Szemle 1879. 5. sz. Egyet. Philol. Közlöny 1881., 738., 1883., 605. l.)
- Könyvtári nefelejts vagy a budapesti m. kir. tudomány egyetem könyvtárának rövid ismertetése (1778-1874). Uo. 1874
- Szak- és betürendes kalauz az összes magyar irodalom története s könyvészetében. Uo. 1878. (Ism. Irodalmi Szemle 8. sz. Hon 83., Főv. Lapok 80., P. Napló 83. esti k., Kelet Népe 102. sz.) → elektronikus elérhetőség
- Könyvtáram és könyvtárrendezés. Arad, 1879
- Lukanus Pharsaliája. Uo. 1882 (Ism. Egyet. Philol. Közlöny)
- Horátz levelei a költészettanról. Budapest, 1884 (Ism. Egyet. Philol. 896. l.)

### Kéziratban
Czímmutató a budapesti egyetemi könyvtárnak e században megjelent összes műveihez; Magán- és nyilvánészjogi rövidlet, magántanulók, középiskolák és képzők használatára. A Magyar Nemzeti Múzeum kézirati osztályában van: Kurzgefasste Geshcichte der ungarischen Sprache mit besonderer Rücksicht auf die Literatur der Zeit von 1700 bis 1858. Zum Gebrauche des höheren Klassen in den Obergymnasien und Oberrealschulen Ungarns mit deutscher Unterrichts-Sprache, 4rét 181 levél.